# Elgin (North Dakota)
Elgin ist eine Ortschaft im Grant County, North Dakota in den Vereinigten Staaten von Amerika. Ihre Entstehung geht auf das Jahr 1910 zurück.

## Bevölkerungsstatistik
Nach der Volkszählung von 2020 leben in Elgin 543 Menschen in 285 Haushalten. Die Bevölkerungsdichte liegt bei 199,6 Personen/km². Mit Stand von 2010 ist die weiße Bevölkerung mit 98,3 % am stärksten vertreten, gefolgt von der indianischen Bevölkerung mit 0,9 %.

## Wirtschaft und Infrastruktur
In Elgin befinden sich ein Krankenhaus und eine Postfiliale.

### Bildung
Elgin betreibt zusammen mit der Nachbarstadt New Leipzig eine Grundschule. Außerdem befindet sich hier die Grant County High School.